# Banda sinfónica municipal de Pedro Muñoz
La Banda Sinfónica Municipal de Pedro Muñoz en la provincia de Ciudad Real, agrupa a todo tipo de instrumentos habituales en las bandas añadiéndole el calificativo de "sinfónica" al haber incorporado en las últimas temporadas una sección de cuatro violonchelos y un contrabajo.

## Historia
Se tiene constancia de que antes de 1870 había músicos en Pedro Muñoz, en ese año Ambrosio Serrano Leal tenía una orquesta que tocaba en las funciones religiosas, en los mayos, en Navidad y demás celebraciones.
1880, es el año que por tradición se mantiene como el de fundación de la Banda ya que, por aquel entonces, el pueblo poseía varias orquestas de la cual surgió la banda de música, que aún no sonaba con suficiente calidad, fue algo efímero ya que funcionaba con numerosos altibajos, pese a todo en 1880 por primera vez se crea una única agrupación. En 1903 apareció un zapatero llamado Domingo Jiménez que era aficionado a la música y que además sabía solfeo, por lo que transcurrido un tiempo, juntaría a todas los grupos musicales para fundar la primera banda de música, de la que sería el primer director pero acabaría desapareciendo tras irse Domingo del pueblo quedando la banda diluida. 
En 1914 llegaría un organista llamado Palatino Álvarez Fernández que crearía una agrupación musical mixta, ya que aunaba instrumentos de aire y de cuerda. Esta banda permanecería consolidada y estable hasta nuestros días teniendo una pequeña crisis al ser reemplazado el organista Palatino por enfermedad por otro que no le entusiasmaba la banda, pero volvería en 1930 después de recuperarse y volvería a poner en su sitio a la banda municipal. Desde entonces hasta ahora han pasado muchos directores que han logrado subir el nivel musical de la banda. Entre ellos está Enrique García Rey que compuso el himno de Pedro Muñoz. 
En enero de 2008 se municipalizó (por unanimidad) la banda pasándose a llamar con el nombre actual "Banda Sinfónica Municipal". Desde su municipalización, la banda ha contado con cuatro subdirectores con plaza por concurso interno, siendo éstos: Pedro Manuel González Muñoz, Gustavo Bascuñán Blanco, Sandra López Zarco y Jaime Augusto Serrano Fernández (actual subdirector). En la actualidad es dirigida por Roberto Manjavacas Laguía, elegido nuevo director de la formación en 2018 tras la baja en el puesto de Juan Antonio Rejano, quien ocupaba el puesto de director desde 1990.